# Schloss Holligen

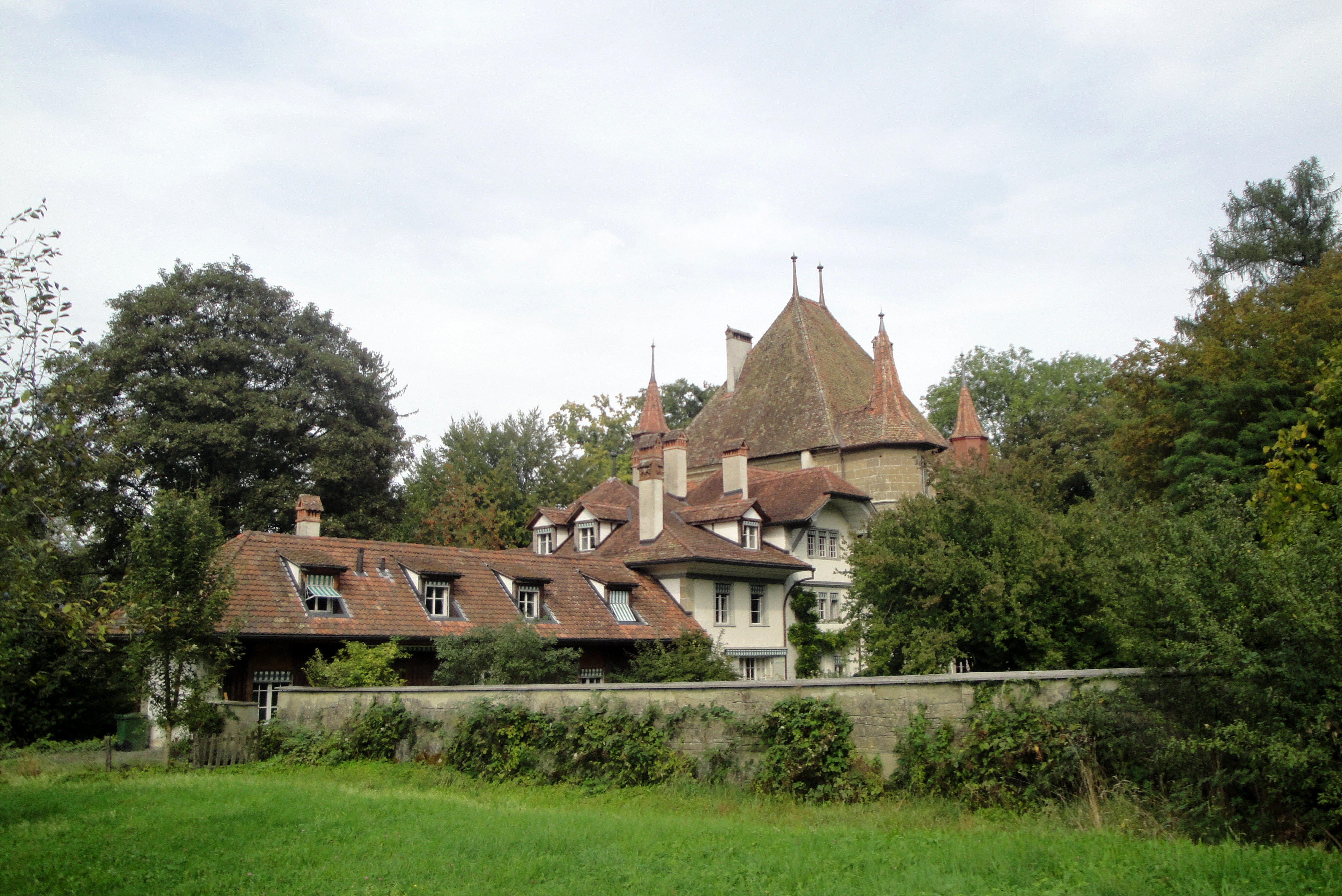
Schloss Holligen (2011)

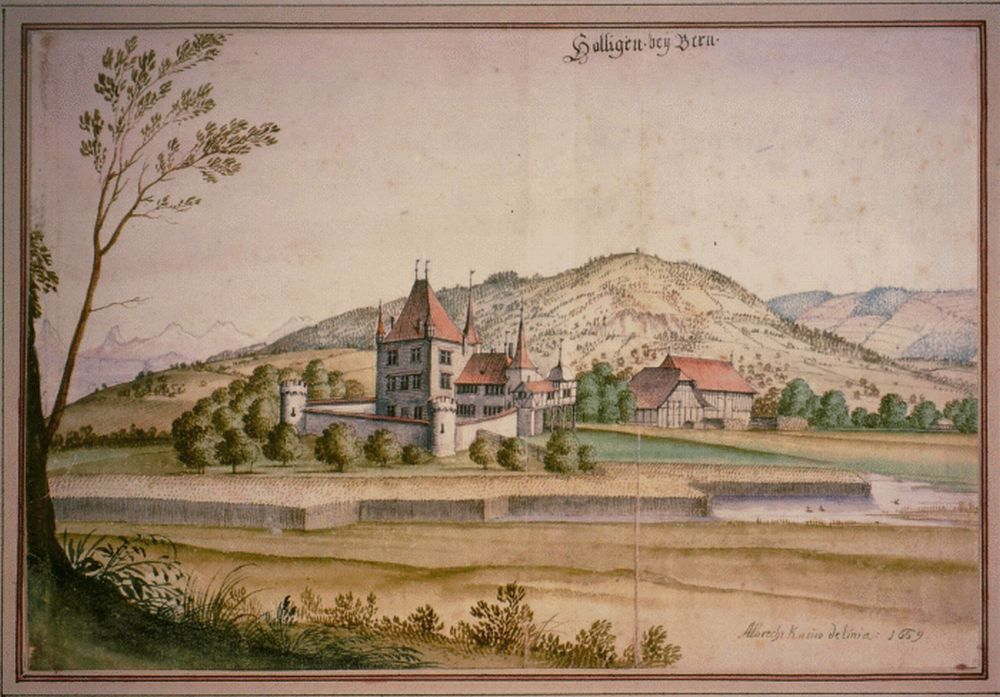
Schloss Holligen, Aquarell von Albrecht Kauw (1669)

Das Schloss Holligen ist ein Schloss an der Holligenstrasse 44 in Bern.

## Geschichte
Das Gebiet um Holligen wird erstmals 1257 als Besitz des Deutschordenshauses Köniz erwähnt. Damals soll in Holligen bereits eine Burg gestanden haben. Der älteste Teil der heutigen Anlage ist der um 1500 im Auftrag des bernischen Schultheissen Wilhelm von Diesbach erbaute Donjon.
Es erfolgten weitere Umbauten unter Hans Rudolf Tillier (1552–1573), dessen Schwiegersohn Pauli Wyer (1573–1631), möglicherweise unter Johann Jakob Thormann, der das Schloss 1648 von seinem Schwiegervater Abraham Wurstemberger übernommen hatte, und im barocken Stil um 1680 unter Johann Rudolf Bucher.
Weitere Besitzer waren Johann Rudolf Bucher junior (1719–1742) und Daniel Fellenberg. Dessen Sohn Johann Jacob Fellenberg verwaltete das Landgut gemeinsam mit seinem Schwager Gabriel Herport (1742–1764), und 1764 ging es endgültig an Herport über. Dieser liess den Donjon umbauen und legte eine Allee an, deren Bäume 1992 gefällt werden mussten.
Über Herports Schwiegersohn gelangte das Schloss 1783 an die Familie von Mutach. Carl Ludwig von Mutach (1794–1807) erbaute am Westtrakt ein Peristyl, Abraham Friedrich von Mutach errichtete 1816 bis 1819 ein Waschhaus und eine Familiengruft, und unter seinem Sohn Arnold Ludwig von Mutach kam es zu weiteren Umbauten in den 1830er Jahren.
Schloss Holligen befindet sich heute im Besitz der Familie von Werdt. Eine umfassende Renovierung erfolgte 1991 bis 1994, und seit 1995 gehört der Donjon der Turmstiftung Schloss Holligen.